# ルイーズ＝ジュリー＝コンスタンス・ド・ロアン

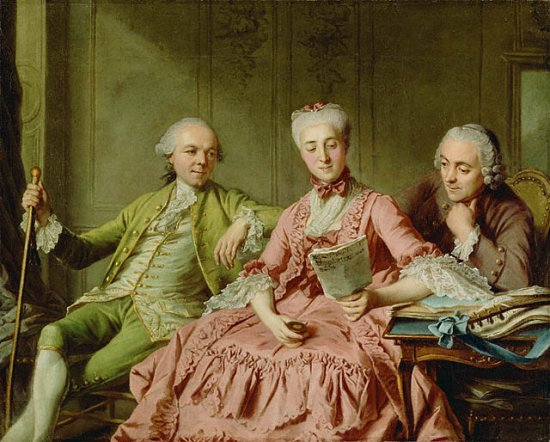
ブリオンヌ伯爵夫人、愛人のショワズール公爵、公爵の側近バルテレミー神父、1775年頃

ルイーズ＝ジュリー＝コンスタンス・ド・ロアン（Louise-Julie-Constance de Rohan, 1734年3月28日 - 1815年3月20日）は、ブルボン朝末期フランスの貴族女性。ブリオンヌ伯爵夫人及びランベスク公妃であり、前者の称号を使用した。宮廷ではブリオンヌ夫人（Madame de Brionne）の通称で呼ばれた。

## 生涯
ロシュフォール公シャルル・ド・ロアンとその妻のエレオノール＝ウジェニー・ド・ベティシ・ド・メジエール（1707年 - 1757年）の間の第3子・次女。1748年10月3日パリのパントモン修道院にて、王室主馬頭の職にあったブリオンヌ伯ルイ・シャルル・ド・ロレーヌと結婚、間に2男2女をもうけた。
- シャルル・ウジェーヌ（1751年 - 1825年） - ランべスク公、ブリオンヌ伯、エルブフ公
- マリー・ジョゼフィーヌ・テレーズ（1753年 - 1797年） - 1768年カリニャーノ公ヴィットーリオ・アメデーオ2世と結婚
- アンヌ・シャルロット（1755年 - 1786年） - ルミルモン女子修道院長
- ジョゼフ・マリー・ルイ（1759年 - 1812年） - ヴォーデモン公

美貌と才気、気性の激しさで知られ、宮廷で影響力をもつ貴婦人の一人だった。1761年の夫の死後、長男のランべスク公シャルルが未成年で世襲職の王室主馬頭を引き継ぐと、息子が成人するまで自らが主馬頭として振る舞った。1780年9月、ネッケルの宮廷財政改革の一環として宮内府狩猟部の職員の大規模なリストラが行われると、これについてルイ16世王に抗議し、王の怒りを買っている。
守旧的なロアン家一族の中では例外的にショワズール公爵派であり、ショワズールの愛人と言われていた。
1770年、当時の王太子（ルイ16世）がマリー・アントワネットと結婚すると、王太子妃が婚家ギーズ家の本家ロレーヌ家の出身であることから、その縁を利用して自身と子供たちの宮廷内での地位を高めようと画策した。王太子妃の母マリア・テレジア皇后及び駐仏オーストリア大使メルシー伯爵の後ろ盾を得て、ルイ15世王から、王太子夫妻の成婚記念の舞踏会で、次女のアンヌ・シャルロットが特別待遇を受ける許可を得ることに成功した。特別待遇とは、国王の直系王族、次いで傍系王族（血統親王、プランス・デュ・サン）が踊った後、同輩公の公爵夫人の前に、最初のメヌエットを踊るというものであった。これはブリオンヌ夫人の一家が、将来の王妃の外戚として、同輩公に対する上席権を確保しようとする企みと見なされ、宮廷の高位貴族たちの反発を買った。公爵夫人たちは舞踏会への参加を大幅に遅らせる抗議行動を行い、舞踏会後もこの件に関する同輩公からの抗議の趣意書が国王に提出された。結果として、ブリオンヌ夫人の野心は挫かれた。
ブリオンヌ夫人はその後もマリー・アントワネット、マリア・テレジア母娘との親戚関係を頼り、自分の娘に良縁を授かろうとしたが、成功しなかった。フランス革命後は息子たちと共にオーストリアへ逃れ、ウィーンで没した。

## 引用・脚注
1. ↑  プティフィス、P82。
2. ↑  J・ダインダム『ウィーンとヴェルサイユ』刀水書房、P130。
3. ↑  プティフィス、P397。
4. ↑  プティフィス、P622。
5. 1 2  フレイザー、P192。
6. 1 2  カストロ、P40。
7. 1 2  フレイザー、P194。
8. ↑  血統親王の次に同輩公が位置するという宮廷の身分序列は、1576年アンリ3世王が発したブロワ勅令に由来し、17世紀初頭には定着した。嶋中博章「わが名はルイ・ド・ブルボン--絶対王政期フランスの血統親王prince du sang」『史泉』106号、P53-70、2007年。
9. 1 2  プティフィス、P84。
10. ↑  フレイザー、P193。
11. ↑  マリー・アントワネットからマリア・テレジアへの書簡、1775年3月17日付。P・クリストフ編『マリー・アントワネットとマリア・テレジア　秘密の往復書簡』岩波書店、2002年、P176。